# Birur
Birur là một thị xã của quận Chikmagalur thuộc bang Karnataka, Ấn Độ.

## Địa lý
Birur có vị trí 13°37′B 75°58′Đ / 13,62°B 75,97°Đ Nó có độ cao trung bình là 833 mét (2732 foot).

## Nhân khẩu
Theo điều tra dân số năm 2001 của Ấn Độ, Birur có dân số 22.601 người. Phái nam chiếm 51% tổng số dân và phái nữ chiếm 49%. Birur có tỷ lệ 70% biết đọc biết viết, cao hơn tỷ lệ trung bình toàn quốc là 59,5%: tỷ lệ cho phái nam là 76%, và tỷ lệ cho phái nữ là 63%. Tại Birur, 11% dân số nhỏ hơn 6 tuổi.